# Championnats d'Europe de karaté 1981
Les championnats d'Europe de karaté 1981 sont des championnats internationaux de karaté qui ont eu lieu à Venise, en Italie, en 1981. Cette édition a été la seizième des championnats d'Europe de karaté seniors organisés par la Fédération européenne de karaté chaque année depuis 1966 et la première à proposer une épreuve de kumite individuel masculin moins de 60 kilos. Un total de 245 athlètes provenant de dix-neuf pays y ont participé.

## Résultats

### Épreuves individuelles

#### Kata
| Rang | Pays    | Karatéka          |
| ---- | ------- | ----------------- |
| 1    | Italie  | Ruffini           |
| 2    | Espagne | Deogracias Medina |
| 3    | ?       | ?                 |

| Rang | Pays    | Karatéka           |
| ---- | ------- | ------------------ |
| 1    | Italie  | Sasso              |
| 2    | Espagne | Mª Victoria Moreno |
| 3    | ?       | ?                  |

#### Kumite
| Rang | Pays    | Karatéka  |
| ---- | ------- | --------- |
| 1    | Espagne | Castellvi |
| 2    | ?       | ?         |
| 3    | ?       | ?         |

| Rang | Pays   | Karatéka       |
| ---- | ------ | -------------- |
| 1    | Italie | De Luca        |
| 2    | France | Ayissi Norbert |
| 3    | ?      | ?              |

| Rang | Pays   | Karatéka      |
| ---- | ------ | ------------- |
| 1    | France | Thierry Masci |
| 2    | ?      | ?             |
| 3    | ?      | ?             |

| Rang | Pays    | Karatéka |
| ---- | ------- | -------- |
| 1    | Espagne | Martinez |
| 2    | ?       | ?        |
| 3    | ?       | ?        |

| Rang | Pays     | Karatéka   |
| ---- | -------- | ---------- |
| 1    | Pays-Bas | Wim Mossel |
| 2    | ?        | ?          |
| 3    | ?        | ?          |

| Rang | Pays   | Karatéka         |
| ---- | ------ | ---------------- |
| 1    | France | Patrice Ruggiero |
| 2    | ?      | ?                |
| 3    | ?      | ?                |

| Rang | Pays        | Karatéka    |
| ---- | ----------- | ----------- |
| 1    | Royaume-Uni | Vic Charles |
| 2    | ?           | ?           |
| 3    | ?           | ?           |

## Épreuves par équipe

### Kata par équipe
| Rang | Pays   |
| ---- | ------ |
| 1    | Italie |
| 2    | ?      |
| 3    | ?      |

| Rang | Pays   |
| ---- | ------ |
| 1    | Italie |
| 2    | ?      |
| 3    | ?      |

### Kumite par équipe
| Rang | Pays   | Karatékas                |
| ---- | ------ | ------------------------ |
| 1    | France | Jacques Tapol, notamment |
| 2    | ?      |                          |
| 3    | ?      |                          |